# 国立病院機構九州医療センター
独立行政法人国立病院機構九州医療センター（どくりつぎょうせいほうじんこくりつびょういんきこうきゅうしゅういりょうセンター）は、独立行政法人国立病院機構が運営する医療機関であり、福岡市中央区地行浜（シーサイドももち）に位置する病院。
国立福岡中央病院と国立久留米病院を統合移転して1994年（平成6年）に開設された。福岡ドームに近接する。
九州グループ事務所の所在地でもある。

## 主な機能
- 福岡県災害拠点病院
- 地域医療支援病院
- エイズ治療拠点病院
- 周産期母子医療センター
- がん診療連携拠点病院
- 救命救急センター

## 沿革
- 1985年（昭和60年）8月8日 - 国立病院療養所再編成計画が策定され、国立福岡中央病院と国立久留米病院の統合方針が示される。
- 1990年（平成2年）11月7日 - 現在地で新築第一期工事着工。
- 1994年（平成6年）7月1日 - 国立病院九州医療センターとして開院。
- 2004年（平成16年）4月1日 - 独立行政法人国立病院機構の発足に伴い現名称に改称。

## 附属施設
- 福岡看護助産学校(2018年3月に廃止）

## 所在地・アクセス
〒810-8563 福岡市中央区地行浜1丁目8番地1号
- 福岡市地下鉄空港線唐人町駅または西新駅より徒歩15分。各駅最寄りの「西新パレス前」「唐人町」停留所から西鉄バスの利用も可能。
- 西鉄バス 福岡タワー（TNC放送会館前）行きに乗車し「九州医療センター」停留所で下車。西鉄福岡（天神）駅・博多駅をはじめ各方面からのバスが発着する。都心方面からは都市高速経由の利用が速い。
  - 病院構内には「医療センター場内」停留所もあるが、こちらは藤崎方面への折り返し場となっている。こちらを始発するバスは上述の「九州医療センター」停留所にも停車する。